# Toomelah
Toomelah – miasto w Australii, w stanie Nowa Południowa Walia.